# Ralf Neubert
Ralf Neubert (* 11. August 1950) ist ein deutscher ehemaliger Fußballspieler. Von 1969 bis 1977 spielte er in Zwickau und Werdau in der DDR-Liga, der zweithöchsten Spielklasse in DDR-Fußball. 1973 bestritt er für Sachsenring Zwickau ein Spiel in der DDR-Oberliga.

## Sportliche Laufbahn
Die ersten Spiele im Männerbereich bestritt Ralf Neubert in der Saison 1968/69 beim DDR-Ligisten, der Betriebssportgemeinschaft BSG Aktivist „Karl Marx“ Zwickau, nachdem er zuvor im Nachwuchs aktiv gewesen war. In dieser Spielzeit waren in der DDR-Liga 30 Runden zu absolvieren. Neubert kam erstmals am 18. Spieltag zum Einsatz, bei dem er im Mittelfeld spielte. Anschließend bestritt er auch die fünf nachfolgenden Ligaspiele. Nach dem 23. Spieltag schloss sich die BSG Aktivist dem Oberligisten BSG Sachsenring Zwickau als 2. Mannschaft an, behielt aber ihren Platz in der DDR-Liga. Zu ihrem Kader gehörte weiterhin auch Ralf Neubert. Er bestritt bis zum Saisonende aber nur noch einen Kurzeinsatz. Anschließend wurde er zum Wehrdienst in der Nationalen Volksarmee eingezogen.
Nach der Beendigung seiner Armeezeit kehrte Neubert im November 1971 zur BSG Sachsenring zurück. Er wurde wieder in den Kader der 2. Mannschaft aufgenommen, die nach einer DDR-Liga-Reform nur noch 20 Punktspiele zu absolvieren hatte. Neubert kam bis zum Saisonende noch in zehn Ligaspielen als Stürmer zum Einsatz und wurde mit vier Treffern zweitbester Torschütze seiner Mannschaft. In der folgenden Spielzeit 1972/73, in der 22 Ligaspiele ausgetragen wurden, erkämpfte sich Neubert zur ersten Mal einen Stammplatz in der 2. Mannschaft der BSG Sachsenring, indem er nur ein Punktspiel verpasste und mit drei Toren erfolgreich war. 1973/74 spielte er, hauptsächlich als Mittelstürmer eingesetzt, 17 Mal in der DDR-Liga.
Den Höhepunkt seiner Karriere erreichte Neubert, als er am 1. Dezember 1973 zu seinem einzigen Oberligaeinsatz kam. In der Begegnung des 12. Spieltages Sachsenring Zwickau – FC Karl-Marx-Stadt (1:1) wurde er in der 67. Minute auf der Position des Linksaußenstürmers eingewechselt.
Zur Saison 1974/75 wechselte Ralf Neubert zum DDR-Ligisten Motor Werdau. Dort gehörte er bis 1977 zum Spielerstamm und kam in den drei Spielzeiten bei 64 ausgetragenen Punktspielen zu 56 Einsätzen, dabei erzielte zehn Tore. Er wurde in der Regel auf der linken Sturmseite aufgeboten. Als Werdau 1976 Staffelsieger in der DDR-Liga wurde und an der Aufstiegsrunde zur Oberliga teilnahm, wurde Neubert in fünf der acht Aufstiegsspiele eingesetzt, die BSG Motor verpasste aber als dritte der fünf beteiligten Mannschaften den Aufstieg.
Seine letzte DDR-Liga-Spielzeit bestritt Ralf Neubert 1977/78. Er bestritt nur noch die ersten acht Punktspiele, wurde aber am 8. Spieltag in der Begegnung Motor Ascota Karl-Marx-Stadt – Motor Werdau (1:1) in der 68. Minute ausgewechselt. Es war das letzte Spiel im höherklassigen Fußball für den 27-Jährigen.